# HVC in het seizoen 1956/57
Het seizoen 1956/1957 was het derde jaar in het bestaan van de Amersfoortse betaaldvoetbalclub HVC. De club kwam uit in de Eerste divisie A en eindigde daarin op de zesde plaats. Tevens deed de club mee aan het toernooi om de KNVB Beker, hierin werd in de halve finale verloren van Feijenoord (1–8).

## Wedstrijdstatistieken

### Eerste divisie A
|       | ADO   | Alkmaar '54 | DWS   | Emma  | De Graafschap | Haarlem | Helmondia '55 | KFC   | Limburgia | Roda Sport | SVV   | De Volewijckers | VSV   | Wageningen | Xerxes |
| ----- | ----- | ----------- | ----- | ----- | ------------- | ------- | ------------- | ----- | --------- | ---------- | ----- | --------------- | ----- | ---------- | ------ |
| Thuis | 1 – 3 | 3 – 1       | 3 – 0 | 1 – 1 | 1 – 1         | 1 – 1   | 6 – 5         | 3 – 2 | 3 – 1     | 3 – 2      | 3 – 1 | 4 – 2           | 1 – 5 | 1 – 3      | 1 – 1  |
| Uit   | 6 – 1 | 4 – 2       | 1 – 2 | 1 – 6 | 1 – 5         | 1 – 4   | 1 – 0         | 4 – 2 | 3 – 2     | 3 – 2      | 1 – 1 | 2 – 2           | 0 – 1 | 2 – 2      | 3 – 3  |

### KNVB beker
| 1e ronde                                                  | SC Dieren                                                                                           | 3 – 17 (2 – 8) | HVC |
| 19 augustus 1956 Plaats: Dieren Sportpark Het Nieuwland   | Weide 15' Grootherder –', –'                                                                        |                | 5', –', –' Jan Nederhand 15', 17', –', –', –', –', –', –', –' Wout Heinen –' (e.d.) Onbekend –', –' Hans van Eeden Ries van Maarschalkerweerd Henk Vreekamp |
| 2e ronde                                                  | Wilhelmina                                                                                          | 1 – 2 (0 – 2)  | HVC |
| 16 september 1956 Plaats: 's-Hertogenbosch De Wolfsdonken | Jan Wierikx –' (pen.)                                                                               |                | Wout Heinen 30' Willy Boerboom |
| 3e ronde                                                  | HVC                                                                                                 | 2 – 1 (1 – 0)  | Tubantia |
| 26 december 1956 Plaats: Amersfoort Birkhoven             | Ries van Maarschalkerweerd 1' Henk Vreekamp 90'                                                     |                | 75' Martin Philips |
| 4e ronde                                                  | Veendam                                                                                             | 1 – 2 (1 – 1)  | HVC |
| 3 maart 1957 Plaats: Veendam De Langeleegte               | Sietze de Jong 20'                                                                                  |                | 10', 80' Jan Nederhand |
| Kwartfinale                                               | HVC                                                                                                 | 3 – 1 (2 – 0)  | Leeuwarden |
| 30 april 1957 Plaats: Amersfoort Birkhoven                | Wout Heinen 15' Ries van Maarschalkerweerd 28', 70'                                                 |                | 87' (pen.) André Hofman |
| Halve finale                                              | Feijenoord                                                                                          | 8 – 1 (5 – 1)  | HVC |
| 10 juni 1957 Plaats: Rotterdam Stadion Feijenoord         | Toon Meerman 14', 15', 22', 30', 75' (pen.) Cor van der Gijp 40' Henk Schouten 50' Coen Moulijn 80' |                | 20' Wout Heinen |

## Statistieken HVC 1956/1957

### Eindstand HVC in de Nederlandse Eerste divisie A 1956 / 1957
| Stand | Gespeeld | Gewonnen | Gelijk | Verloren | Punten | Doelpunten voor | Doelpunten tegen |
| ----- | -------- | -------- | ------ | -------- | ------ | --------------- | ---------------- |
| 6e    | 30       | 13       | 8      | 9        | 34     | 70              | 62               |

### Topscorers
| #      | Naam                       | Goal |
| ------ | -------------------------- | ---- |
| 1.     | Wout Heinen                | 26   |
| 2.     | Hennie Nederhand           | 14   |
| 3.     | Ries van Maarschalkerweerd | 10   |
| 4.     | Siem Sleeking              | 9    |
| 5.     | Bennie Marcus              | 7    |
| 6.     | Hans van Eeden             | 2    |
| 6.     | Henk Vreekamp              | 2    |
| Totaal | Totaal                     | 70   |

| #              | Naam                       | Goal |
| -------------- | -------------------------- | ---- |
| 1.             | Wout Heinen                | 12   |
| 2.             | Jan Nederhand              | 5    |
| 3.             | Ries van Maarschalkerweerd | 4    |
| 4.             | Hans van Eeden             | 2    |
| 4.             | Henk Vreekamp              | 2    |
| 6.             | Willy Boerboom             | 1    |
| Eigen doelpunt |                            |      |
| –              | Onbekend (SC Dieren)       | 1    |
| Totaal         | Totaal                     | 26   |